# Karim Boudiaf
Karim Boudiaf (en árabe: كريم بوضياف‎; Rueil-Malmaison, 16 de septiembre de 1990) es un futbolista catarí que juega en la demarcación de defensa para el Al-Duhail SC de la Liga de fútbol de Catar.

## Selección nacional
Tras jugar con la selección de fútbol sub-23 de Argelia y nacionalizarse catarí, finalmente hizo su debut con la selección de fútbol de Catar el 21 de diciembre de 2013 en un encuentro amistoso contra Baréin que finalizó con un resultado de empate a uno tras los goles de Al-Mahdi Ali Mukhtar para Catar, y de Faisal Bodahoom para el combinado bareiní. Llegó a disputar la Campeonato de la Federación de Fútbol de Asia Occidental 2014, la Copa de Naciones del Golfo de 2014, la Copa Asiática 2015, la Copa de Naciones del Golfo de 2018 y la Copa Asiática 2019, entre varios partidos clasificatorios para el mundial de 2018.
Fue nuevamente convocado por el entrenador Félix Sánchez Bas para disputar la Copa Mundial de Fútbol de 2022, de la cual su selección fue anfitriona. Jugó los tres partidos y no marcó un gol, además de que su selección fue eliminada en la fase de grupos.

#### Participaciones en Copas del Mundo
| Mundial           | Sede  | Resultado      | Partidos | Goles |
| ----------------- | ----- | -------------- | -------- | ----- |
| Copa Mundial 2022 | Catar | Fase de grupos | 3        | 0     |

## Clubes
| Club         | País  | Año         | Partidos | Goles |
| ------------ | ----- | ----------- | -------- | ----- |
| Al-Duhail SC | Catar | 2010 - Act. | 325      | 26    |

## Palmarés

### Campeonatos nacionales
Al-Duhail
- Liga de fútbol de Catar (6): 2011, 2012, 2014, 2015, 2017, 2018
- Copa Príncipe de la Corona de Catar (3): 2013, 2015, 2018
- Copa del Jeque Jassem (2): 2015, 2016
- Copa del Emir de Catar (2): 2016, 2018

### Campeonatos internacionales
Catar
- Copa Asiática (1): 2019